# Стримба (Румунія)
Стримба (рум. Strâmba) — село у повіті Бистриця-Несеуд в Румунії. Входить до складу комуни Жосеній-Биргеулуй.
Село розташоване на відстані 329 км на північ від Бухареста, 15 км на північний схід від Бистриці, 93 км на північний схід від Клуж-Напоки.

## Населення
За даними перепису населення 2002 року у селі проживали 382 особи, усі — румуни. Усі жителі села рідною мовою назвали румунську.